# Rodrigo Amorim
Rodrigo Martins Pires de Amorim (Rio de Janeiro, 21 de novembro de 1978) é um político brasileiro filiado ao União Brasil (UNIÃO). Está no segundo mandato como deputado estadual do Rio de Janeiro.

## Carreira política

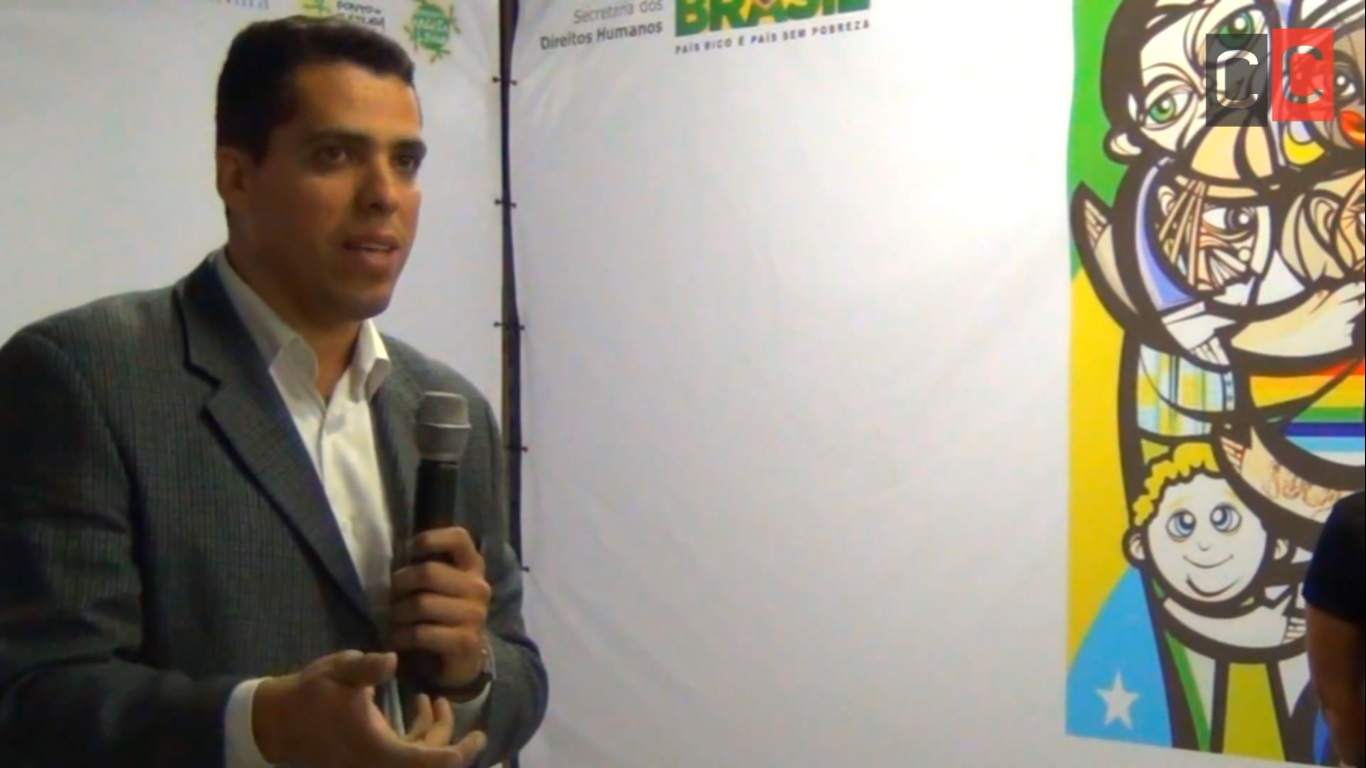
Amorim como Secretário de Cidadania e Direitos Humanos de Nilópolis, em 2013.

Foi Secretário Municipal Adjunto de Governo e, posteriormente, Secretário Municipal Adjunto de Planejamento do Município de Mesquita, e Secretário Municipal de Cidadania e Direitos Humanos de Nilópolis, onde ajudou a criar o Procon Municipal. Foi fundador do Instituto Cão Guia Brasil.
Em 2016, concorreu a vice-prefeito do Rio de Janeiro pelo PRP junto a Flávio Bolsonaro, do PSC. Juntos obtiveram 424.307 votos, ficando em quarto lugar na disputa.

#### Placa em homenagem a Marielle Franco
Antes da eleição de 2018, em evento com o então candidato ao governo do estado Wilson Witzel e o então candidato a deputado federal Daniel Silveira, quebrou uma placa em homenagem à vereadora Marielle Franco, que havia sido assassinada junto a seu motorista, em 2018. Eles declararam que quebraram uma placa ilegalmente instalada em lugar de outra que homenageava Floriano Peixoto. O então deputado estadual e candidato a senador Flávio Bolsonaro endossou esta declaração. Um movimento com o objetivo de confeccionar placas homenageando a vereadora, em protesto contra a remoção da original, arrecadou 28 mil reais até 4 de outubro.

### Primeiro mandato
Em 2018, foi eleito deputado estadual pelo Partido Social Liberal (PSL) com 140.666 votos, sendo o candidato mais votado no estado.

#### Aldeia Maracanã
Em janeiro de 2019, Rodrigo Amorim declarou, em reportagem do jornal O Globo, que a Aldeia Maracanã, que ocupa um terreno de 14,3 mil m² ao lado do Estádio do Maracanã, era um "lixo urbano" e que seria necessária uma "faxina" no local a fim de "restaurar a ordem". Segundo Amorim, o local oferecia risco a moradores e turistas por ser um terreno com mato e lixo acumulados e por servir de ponto de consumo de drogas. O político sugeriu que o espaço ocupado pela aldeia virasse, por exemplo, uma área de lazer ou um estacionamento.
Em março daquele ano, uma visita repentina à Aldeia Maracanã feita por Amorim ao lado do também deputado estadual Alexandre Knoploch, ambos filiados ao PSL, com o objetivo de vistoriar o local, transformou-se em confusão. De acordo com os parlamentares, um grupo de ocupantes do lugar cercou-os e chamou-os de "nazista" e "racista".

#### Colégio Pedro II
Em outubro de 2019, Rodrigo Amorim e Daniel Silveira, ambos do PSL, foram ao tradicional Colégio Pedro II, em São Cristóvão, para fazer uma inspeção, em um ato que intitularam de "Cruzada pela Educação". Oscar Halac, reitor da instituição, tentou impedir a entrada dos parlamentares, por não terem autorização.

"O episódio é lamentável. Os deputados, um federal, outro estadual, se basearam em fato não verídico de que poderiam entrar a hora que quisessem numa unidade federal. Trata-se de uma escola com crianças, e eles entraram filmando e procurando algo que pudesse comprometer ou contribuir para a propaganda eleitoral deles. Evidentemente, nada disso foi encontrado, apesar de ser uma escola que preza pelo pensamento crítico e pela livre expressão (…) Atrapalhou a aula, foi uma situação constrangedora, eles filmando, se portando como se fossem policiais."— Oscar Halac
O reitor comunicou o evento à Polícia Federal, para analisar se houve abuso de autoridade por parte dos deputados. Amorim afirmou que a "Cruzada pela Educação" não tem "escopo ideológico" e alega ter encontrado nos locais que visitou uma "forte doutrinação".
Em 18 de outubro de 2019, foi divulgado pelo jornal O Globo que a diretoria do Colégio Pedro II fez um registro de ocorrência na Polícia Federal. Também foi acionada a Procuradoria Regional Federal da 2ª Região, onde foi solicitada uma medida restritiva contra os dois deputados. Também foi pedido que o evento seja levado ao conhecimento do Poder Judiciário.

### Segundo mandato
Em 2022, foi reeleito para a Assembleia Legislativa do Rio de Janeiro (ALERJ) pelo PTB com 47.225 votos.
Em fevereiro de 2024, votou a favor do fim do afastamento da deputada Lucinha, determinado pelo Tribunal de Justiça do estado por ela ser acusada de possuir ligações com milicianos.

## Condenação
Em discurso durante sessão da ALERJ, em 17 de maio de 2022, Rodrigo Amorim referiu-se à vereadora de Niterói Benny Briolly, do PSOL, que é uma mulher trans, como “boizebu” e "aberração da natureza". A vereadora registrou ocorrência contra Rodrigo Amorim por racismo e transfobia. Em 2 de maio de 2024, por 4 votos a 3, o Tribunal Regional Eleitoral do Rio de Janeiro condenou Amorim por violência política de gênero contra Benny Briolly. O deputado foi condenado à pena de um ano e quatro meses de reclusão, convertida em prestação de serviços para ajudar pessoas em situação de rua e multa de 70 salários mínimos. Amorim afirmou que irá recorrer.

## Desempenho eleitoral
| Ano  | Eleição                     | Partido | Candidato a                                   | Votos   | %      | Resultado  | Ref    |
| ---- | --------------------------- | ------- | --------------------------------------------- | ------- | ------ | ---------- | ------ |
| 2016 | Municipal do Rio de Janeiro | PRP     | Vice-prefeito Titular: Flávio Bolsonaro (PSC) | 424.307 | 14,00% | Não eleito | [ 19 ] |
| 2018 | Estaduais no Rio de Janeiro | PSL     | Deputado estadual                             | 140.666 | 1,82%  | Eleito     | [ 20 ] |
| 2022 | Estaduais no Rio de Janeiro | PTB     | Deputado estadual                             | 47.225  | 0,55%  | Eleito     | [ 21 ] |